# Roy Clarke
Roy Clarke, född 28 januari 1930 i Austerfield i South Yorkshire, är en brittisk regissör.

## Filmografi
- Last of the Summer Wine (1973-2008)
- Spark (1996)
- A Foreign Field (1993)
- Skenet bedrar (1990-1995)
- The World of Eddie Weary (1990)
- Mann's Best Friends (1985)
- The Clairvoyant (1984-1986)
- Flickers (1980)
- Potter (1979-1980)
- Oh No, It's Selwyn Froggitt (1974-1977)
- Open All Hours (1973-1985)
- Seven of One (1973)
- The Two Ronnies (1973)
- Spyder's Web (1972)
- Menace (1970-1973)
- The Troubleshooters (1965-1972)